# What’s My Age Again?
«What’s My Age Again?» — песня американской поп-панк группы Blink-182, выпущенная 16 января 1999 года как первый сингл альбома Enema of the State. Как и весь альбом Enema of the State, песня была спродюсирована Джерри Финном. Текст написан на английском языке.
Авторами песни «What’s My Age Again?» являются гитарист группы Том Делонг и басист Марк Хоппус, но Хоппус был основным автором песни. Это был первый сингл группы с участием барабанщика Трэвиса Баркера. Песня «What’s My Age Again?» в среднем темпе в стиле поп-панк запоминается своим характерным гитарным вступлением с арпеджио.

## Участники записи
- Том ДеЛонг — гитара
- Марк Хоппус — вокал, бас-гитара
- Тревис Баркер — барабаны, перкуссия
- Роджер Джозеф Маннинг младший — клавишные

Авторами песни «What’s My Age Again?» являются Том Делонг и Марк Хоппус. Хотя Баркер помогал писать песни для Enema of the State, только Хоппус и Делонг получили авторские права на песни, поскольку Баркер был наёмным музыкантом, а не официальным участником группы. Песня длится две минуты и двадцать восемь секунд. Песня написана в тональностисоль-бемоль мажор и в размеречетырехдольного такта с энергичным темпом 158 ударов в минуту. Диапазон голоса Хоппуса простирается от Db3 до Gb4. В ней используется последовательность аккордов I-V-vi-IV, характерная для нескольких жанров музыки. Группа использовала эту последовательность в многочисленных других синглах; музыкальный педагог и писатель Дэн Беннетт утверждает, что эту последовательность иногда называют «поп-панк-последовательностью» из-за её частого использования в этом жанре. Песня невероятно короткая по сравнению с большинством синглов; за одну минуту исполняются почти два полных куплета и припев, а в общей сложности она длится две минуты и двадцать шесть секунд.

## Тексты песни
В первом куплете песни рассказывается о том, как интимные отношения пошли не по плану. Хоппус поёт о том, как он пользуется одеколоном в надежде произвести впечатление на девушку на свидании в выходные. По возвращении домой начинается прелюдия, во время которой главный герой начинает смотреть телевизор. Это побуждает его оскорблённого партнёра уйти, что приводит к припеву песни, в котором Хоппус поёт, что «ты никому не нравишься, когда тебе 23». Хоппусу было 26 лет, когда он написал эту песню, и он добавил текст только для рифмы.
Каждый припев отличается по тексту, что было одной из первоначальных целей Хоппуса; он чувствовал, что такой подход делает песню интересной и творчески развивает сюжет. Хоппус однажды прочитал, что «лучшее искусство — это эволюция привычного»: художник представляет идею, слушатель проникается ею, а художник слегка меняет первоначальную идею, чтобы сохранить привычное ощущение.